# Doug Polk
Douglas Kevin „Doug“ Polk (* 16. Dezember 1988 in Pasadena, Kalifornien) ist ein professioneller US-amerikanischer Pokerspieler.
Polk hat sich mit Poker bei Live-Turnieren knapp 10,5 Millionen US-Dollar erspielt. Er ist dreifacher Braceletgewinner der World Series of Poker, bei der er 2017 das High Roller for One Drop gewann.

## Persönliches
Polk lernte mit fünf Jahren Schach. Mit 15 entdeckte er das Echtzeit-Strategiespiel Warcraft III für sich und nahm mehrfach an den World Cyber Games teil. Nach seinem Schulabschluss besuchte Polk die University of North Carolina in Wilmington, brach sein Studium jedoch nach einem Jahr ab. Polk lebt in Las Vegas.

## Pokerkarriere

### Werdegang
Polk begann 2007 unter dem Nickname WCG|Rider auf der Onlineplattform PokerStars auf kleinen Limits Cash Game zu spielen. Er arbeitete sich langsam hoch und machte aus anfänglichen 20 mehr als 10.000 US-Dollar. Inzwischen hat er mit Cash Games mehr als 500.000 US-Dollar Profit gemacht und gilt als einer der besten Heads-Up-Spieler der Welt.
Seine erste Geldplatzierung bei einem Live-Turnier erzielte Polk Anfang März 2011 im Wynn Las Vegas. Im Juli 2011 war er erstmals bei der World Series of Poker (WSOP) im Rio All-Suite Hotel and Casino am Las Vegas Strip erfolgreich und belegte beim Main Event den 592. Platz. Bei der WSOP 2012 kam er erneut einmal ins Geld und erreichte das Achtelfinale der Heads-Up Championship. Im Februar 2014 erreichte Polk bei der A$100.000 Challenge der Aussie Millions Poker Championship in Melbourne den Finaltisch und beendete das Turnier auf dem vierten Platz für 860.000 Australische Dollar Preisgeld. Im Juni 2014 gewann er bei der World Series of Poker ein Turbo-Turnier der Variante No Limit Hold’em und erhielt dafür sein erstes Bracelet sowie eine Siegprämie von rund 250.000 US-Dollar. Anfang Juli 2014 siegte Polk bei einem Super-High-Roller-Turnier im Hotel Bellagio am Las Vegas Strip, das ihm sein bisher höchstes Preisgeld von mehr als 1,5 Millionen US-Dollar einbrachte. Im Februar 2015 belegte Polk bei der A$250.000 Challenge der Aussie Millions den dritten Platz für über eine Million Australische Dollar. Bei der WSOP 2015 erreichte er bei der No Limit Hold’em Six Handed Championship den Finaltisch und landete hinter Byron Kaverman auf dem zweiten Platz für über 400.000 US-Dollar Preisgeld. Ein Jahr später gewann Polk gemeinsam mit Ryan Fee das neu ausgetragene Tag-Team-Event der WSOP und sicherte sich damit sein zweites Bracelet sowie ein geteiltes Preisgeld von über 150.000 US-Dollar. Bei der WSOP 2017 siegte Polk beim High Roller for One Drop mit 111.111 US-Dollar Buy-in. Dafür setzte er sich gegen 129 andere Spieler durch und erhielt sein drittes Bracelet sowie seine bisher höchste Siegprämie von über 3,5 Millionen US-Dollar. Im September 2017 platzierte sich Polk bei zwei Turnieren der Poker Masters im Aria Resort & Casino am Las Vegas Strip in den Geldrängen und erhielt dadurch Preisgelder von mehr als 600.000 US-Dollar. Anschließend erzielte er rund viereinhalb Jahre keine weitere Live-Geldplatzierung, ehe er im Mai 2022 beim Main Event der Lodge Championship Series in Round Rock, Texas, in die Geldränge kam. Bei der mittlerweile im Horseshoe Las Vegas und Paris Las Vegas ausgespielten WSOP 2023 erreichte der Amerikaner das Finale der Heads-Up Championship. Dort unterlag er dem Kanadier Chanracy Khun und durchbrach mit einem Preisgeld von über 310.000 US-Dollar die Marke von 10 Millionen US-Dollar an kumulierten Turnierpreisgeldern. Anfang August 2023 saß Polk beim Main Event der Triton Poker Series in London am Finaltisch und belegte den mit 422.500 US-Dollar dotierten neunten Platz.
Polk betreibt seit Juni 2016 einen YouTube-Kanal, der knapp 400.000 Abonnenten hat. Unter dem Namen „High Stakes Feud“ lieferte sich Polk von November 2020 bis Februar 2021 eine Heads-Up-Challenge mit dem kanadischen Pokerspieler Daniel Negreanu. Die beiden spielten gegeneinander 25.000 Hände No Limit Hold’em mit den Blinds 200/400 US-Dollar. Nachdem die ersten 200 Hände am 4. November 2020 live im Aria Resort & Casino gespielt worden waren, wurde anschließend viermal die Woche auf der Online-Plattform WSOP.com gespielt. Polk gewann die Challenge mit einem Plus von 1,2 Millionen US-Dollar. Bei den Global Poker Awards erhielt er Mitte Februar 2022 für einen korrekten Fold beim Cash-Game-Format High Stakes Poker gegen Phil Hellmuth die Auszeichnung „Fan’s Choice for Best Hand“.

### Preisgeldübersicht
| Jahr      | Preisgeld (in $) | Turniersiege |
| --------- | ---------------- | ------------ |
| 2011      | 24.070           | 0            |
| 2012      | 20.674           | 0            |
| 2013      | 0                | 0            |
| 2014      | 3.625.737        | 2            |
| 2015      | 1.252.988        | 0            |
| 2016      | 231.299          | 1            |
| 2017      | 4.299.240        | 1            |
| 2018–2021 | 0                | 0            |
| 2022      | 142.000          | 0            |
| 2023      | 897.943          | 0            |
| gesamt    | 10.493.951       | 4            |

### Braceletübersicht
Polk kam bei der WSOP 14-mal ins Geld und gewann drei Bracelets:
| Jahr | Buy-in (in $) | Turnier                   | Teilnehmer | Preisgeld (in $)              |
| ---- | ------------- | ------------------------- | ---------- | ----------------------------- |
| 2014 | 001.000       | No-Limit Hold’em Turbo    | 1473       | 0.251.969                     |
| 2016 | 001.000       | Tag Team No-Limit Hold’em | 0863       | 0.153.358geteilt mit Ryan Fee |
| 2017 | 111.111       | High Roller for One Drop  | 0130       | 3.686.865                     |